# Lophornis gouldii
La coqueta moteada o coqueta abanico blanco (Lophornis gouldii) es una especie de ave apodiforme de la familia Trochilidae, perteneciente al género Lophornis. Es nativa del centro norte de América del Sur. 

## Distribución y hábitat
Se distribuye por el centro norte y centro de Brasil (desde el noreste de Pará y oeste de Maranhão hacia el sur hasta Mato Grosso y Goiás) y en el extremo oriental de Bolivia (Santa Cruz).
Esta especie, es muy poco conocida en sus hábitats naturales: los bordes de bosques, cerrados, y otros hábitats abiertos, pero es por lo menos ocasionalmente registrada en selvas húmedas de terra firme; hasta los 800 m de altitud.

## Estado de conservación
La coqueta moteada había sido calificada como «vulnerable» por la Unión Internacional para la Conservación de la Naturaleza (IUCN) hasta el año 2021, en que una nueva evaluación la recalificó como «casi amenazada», debido a que su población, ahora estimada entre 28 000 y 376 000 individuos maduros, se encuentra en decadencia moderadamente rápida en los próximos diez años como resultado de la degradación y pérdida de su hábitat.

## Descripción
Mide entre 6,8 y 7,6 cm de longitud y pesa entre 2,4 y 2,8 g. El pico es corto, recto y rojo con la punta negra. El macho exhibe una atractiva cresta rufo oscura, la frente es de color verde dorado brillante, el resto de las partes superiores es verde bronceado con una banda blanca en la rabadilla; la garganta es verde esmeralda brillante con un abanico compuesto de plumas elongadas blancas con puntos verdes brillantes, que se abren desde las mejillas; la cola es cuadrada con las rectrices centrales verde bronceado, el resto rufo con puntas y bordes verde bronceado. La hembra no tiene la cresta ni el abanico y es similar al macho pero más bronce iridiscente, la garganta rufa y por abajo de color verde grisáceo lavado.

## Comportamiento

### Alimentación
Se alimenta principalmente del néctar de flores que visita en un circuito regular y también, como otros colibríes, de pequeños artrópodos.

### Reproducción
La reproducción ocurre entre los meses de diciembre y abril. El nido, en formato de taza, mide 15 mm de altura con un diámetro externo de 30«»mm e interno de 22 mm; la puesta es de dos huevos que miden 12 x 8 mm, la incubación, hecha únicamente por la hembra dura catorce días y los polluelos abandonan el nido después de 22 días.

### Vocalización
Es silencioso la mayor parte del tiempo. Mientras se alimenta emite un corto «tsip». Mientras flota en el aire, las alas hacen un sonido como de abejas.

## Sistemática

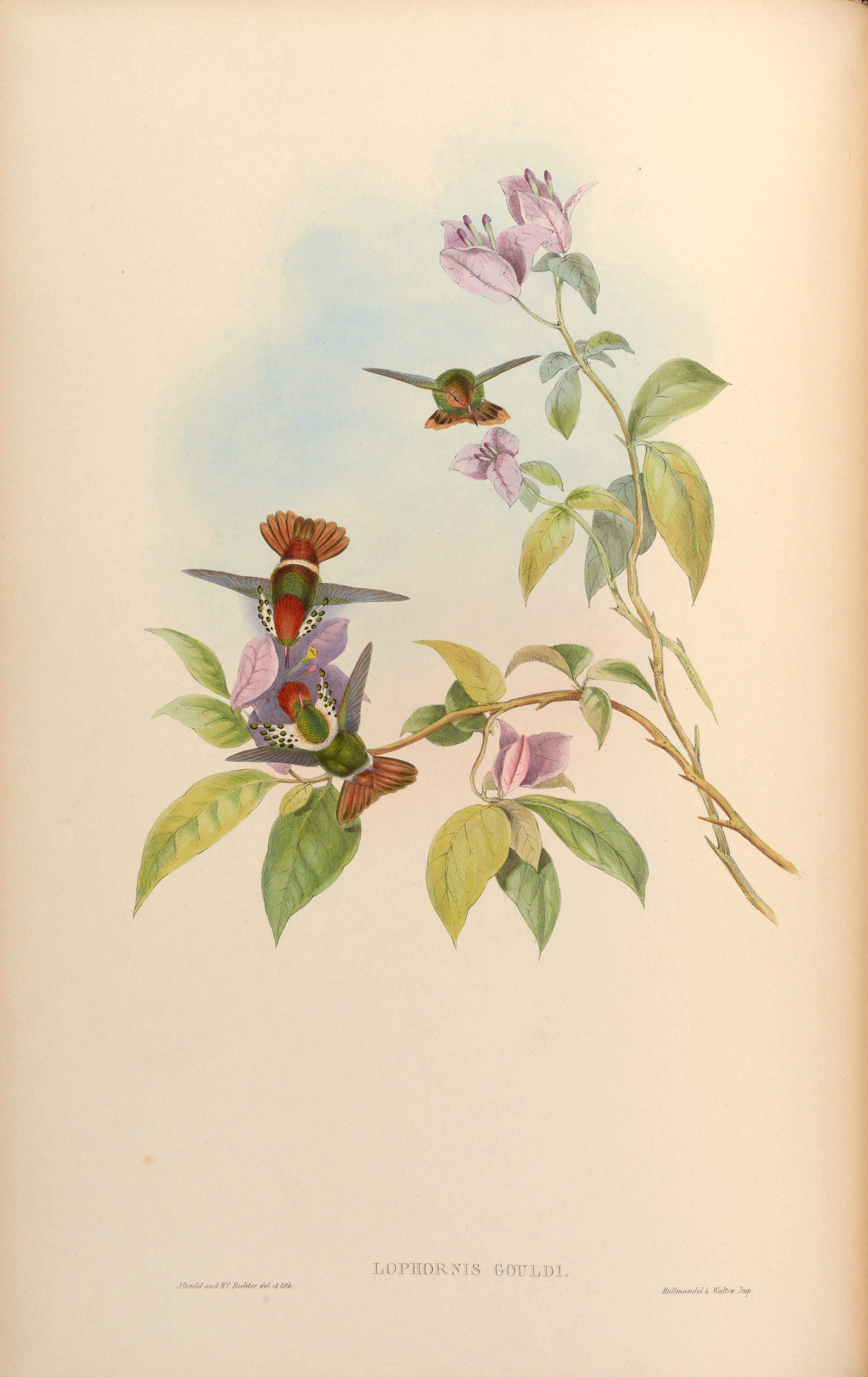
Lophornis gouldii ilustración de Gould y Richter en A monograph of the Trochilidae, or family of humming-birds 3, 1861.

### Descripción original
La especie L. gouldii fue descrita por primera vez por el ornitólogo francés René Primevère Lesson en 1832 bajo el nombre científico Ornismya gouldii; la localidad tipo no fue dada.

### Etimología
El nombre genérico masculino «Lophornis» se compone de las palabras del griego «lophos» que significa ‘cresta, tufo’, y «ornis» que significa ‘pájaro’; y el nombre de la especie «gouldii», conmemora al ornitólogo y artista británico John Gould (1804-1881).

### Taxonomía
Es monotípica.